# متلازمة أليس في بلاد العجائب
متلازمة أليس في بلاد العجائب (بالإنجليزية: Alice in Wonderland syndrome). سميت على اسم رواية أليس في بلاد العجائب والتي كتبها لويس كارول Carroll عام 1865)، والمعروف أيضا باسم متلازمة تود (Todd`s syndrome) أو هلوسة القزم (Lilliputian syndrome)، أول من كتب عنها هو الدكتور ليبمان C W. Lippmann عام 1952، بعنوان هلوسة الصداع النصفي - Certain Hallucinations Peculiar to Migraine ، وبعده بعدة سنوات قام الدكتور توود Dr J Todd عام 1955 بشرح مفصل عن المتلازمة في مجلة الرابطة الكندية للأطباء.
وتعرف هذ المتلازمة بأنها، نوع نادر من الاضطرابات العصبية تؤدي إلى مجموعة من اضطرابات الرؤية والإحساس بالفراغ كما الإحساس بالزمن، وهذه الأعراض تصيب القسم المسؤول عن الأوامر البصرية في الدماغ، وتتميز بوجود تشوهات بصرية مع وجود جهاز بصري سليم، الاضطرابات تتمثل بتعطيل الرسائل التي ترسلها العيون إلى الدماغ وتظهرها متشوهة ومختلفة عن حقيقتها، ما يؤدي إلى حدوث تشوه في الإدراك البصري. علاوة على ذلك، فإن هذه المتلازمة قد تؤدي أيضا إلى تشوهات غريبة في حاستي اللمس والسمع لدى المصاب.وبالرغم من أن هذه المتلازمة قد تصيب الشخص في أي سن كان، إلا أنها تعد أكثر شيوعا لدى الأطفال.
سميت بهذا الاسم نتيجة وجود بعض تلك الأعراض كما في رواية أليس في بلاد العجائب، التي ترى فيها البطلة تغيراً في الأشكال والأحجام.

## الأعراض
الأعراض الأكثر بروزاً هي مجموعة من الاضطرابات البصرية نتيجة مشاكل في مراكز الفهم والاستقبال في الدماغ human perception، مع قدرات بصرية سليمة، يرى فيها المصاب تشوه يحدث لما يراه إمامه من أجسام كما أنه يعلم يقيناً أن ما يراه ليس حقيقيا ولا يعدو كونه هلاوس بصرية. ومن هذه الأعراض:
- تشوه في حجم الأشياء: حيث يرى المصاب الأشخاص، الحيوانات أو أي جسم قريب منه في غاية الصغر أو الكبر
- تغيرات في تناسق الحجم: يرى أجزاء جسمه أو أجزاء من أجسام الآخرين في صورة غير متناسقة مع أجزاء الجسم الأخرى
- عيوب في بعد المسافات: يرى المصاب الأشياء كأنها قريبة جداً أو بعيدة عنه.
- عيوب في ألوان الأشياء.
- تغيرات في الوقت والزمن.حيث يتحرك الوقت بصورة بطيئة أو سريعة
- تغير ملمس الأشياء
- تغير في الأصوات المسموعة
- فقدان الذاكرة.
- تغيرات في العاطفة والأحاسيس

## الأسباب
المشكلة هي عصبية بالدرجة الأولى، وتكمن في الدماغ فقط حيث البصر يكون سليما تماماً، ومن الأسباب التي تؤدي إلى الإصابة بهذا المرض هي:
- الإصابة بالشقيقة أو صداع الشقيقة.
- تورم الدماغ
- سرطان الدماغ
- الصرع
- انفصام الشخصية
- الإصابة بالالتهاب الفيروسي الطلحي
- تعاطي الماريجوانا.
- الهذيان الارتعاشي، والذي ينجم عن تعاطي الكحول.
- تناول الأدوية المسكنة القوية
- بعض الأدوية، من ضمنها أدوية السعال التي تحتوي على مادة الديكستروميثورفان.
- بعض الفيروسات، التي من ضمنها فيروس إبشتاين-بار المسبب لكثرة الوحيدات العدوانية.

## العلاج
حتى الآن، لا يوجد علاج محدد لهذه المتلازمة، إلا أنها عادة ما تعالج عبر السيطرة على السبب المؤدي لها، فمثلا: أدوية الشقيقة، قد تمنع حدوث وأعراض الشقيقة، ولكن قد لا تؤثر في منع حدوث الهلوسة البصرية. ومن الأدوية المعطى أيضا، مضادات الاختلاج، مضادات الاكتئاب، حاصرات بيتا، وحاصرات قنوات الكالسيوم، مع برنامج نظام غذائي معين.